# ویلیام پیلی
ویلیام پیلی یا پالی (به انگلیسی: William Paley) (زاده: ژوئیه ۱۷۴۳ – درگذشته: ۲۵ مه ۱۸۰۵) فیلسوف مسیحی بریتانیایی بود. عمدهٔ شهرت وی به دلیل تقریرش از برهان نظم با به‌کارگیری تمثیل ساعت‌ساز در کتاب الهیات طبیعی است. او نظریاتی هم در مورد تکامل دارد که از آن به عنوان طراحی طبیعی نام می‌برند.

## افکار و عقاید
کتاب «اصول فلسفه اخلاق و سیاست» نوشتهٔ ویلیام پیلی یکی از تأثیرگذارترین متون فلسفی در اواخر عصر روشنگری بریتانیا بود. این موضوع در چندین بحث پارلمانی در مورد قوانین غلات در بریتانیا و در بحث‌های کنگره ایالات متحده آمریکا مورد استناد قرار گرفت. این کتاب تا دوران ویکتوریا به عنوان یک کتاب درسی ثابت در دانشگاه کمبریج باقی ماند. چارلز داروین، به عنوان دانشجوی الهیات، هنگام تحصیل در مقطع کارشناسی در کالج مسیح ملزم به خواندن آن بود؛ امّا کتاب الهیات طبیعی پیلی بود که بیش از همه، داروین را تحت تأثیر قرار داد، هر چند که این کتاب برای دانشجویان کارشناسی مناسب نبود. پرتره‌های پیلی و داروین تا به امروز در کالج مسیح روبه‌روی هم قرار دارند.

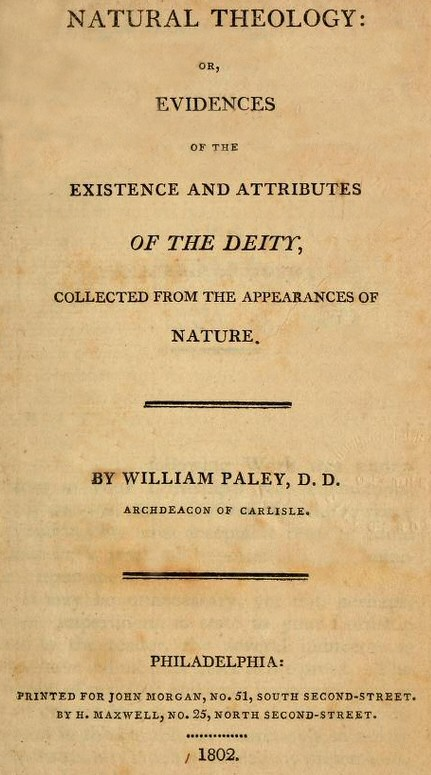
صفحهٔ عنوان کتاب الهیات طبیعی یا شواهد وجود و صفات الوهیت، نوشتهٔ ویلیام پیلی، ۱۸۰۲

پیلی همچنین به دلیل مشارکت‌هایش در فلسفه دین، اخلاق فایده‌گرایانه و دفاعیات مسیحی به یاد آورده می‌شود. وی در اواخر عمرش در سال ۱۸۰۲، آخرین کتابش الهیات طبیعی یا شواهد وجود و صفات الوهیت را منتشر کرد و این کتاب را مقدمه‌ای بر سایر کتاب‌های فلسفی و الهیاتی خود می‌دانست. در واقع، او پیشنهاد می‌کند که ابتدا باید الهیات طبیعی خوانده شود تا درک سیستماتیکی از استدلال‌هایش ایجاد شود. محور اصلی استدلال او این بود که طرح الهی کل خلقت را می‌توان در شادی یا رفاه عمومی که در نظم فیزیکی و اجتماعی امور مشهود است، مشاهده کرد. چنین کتابی در سنت گسترده آثار الهیات طبیعی نوشته‌شده در دوران روشنگری قرار می‌گرفت و این موضوع بیان می‌کند که چرا پیلی بخش عمده‌ای از اندیشهٔ خود را بر اساس آرای جان ری، ویلیام درهام و برنارد نیوونتیت بنا نهاده است.
استدلال پیلی عمدتاً حول محور آناتومی و تاریخ طبیعی بنا شده است. او می‌گوید: «من به سهم خودم، در آناتومی انسان موضع خودم را دارم.» پیلی در بیان استدلال خود از طیف گسترده‌ای از تمثیلات و تشبیهات استفاده کرد. شاید مشهورترین تشبیه او، بین یک ساعت و جهان باشد. مورخان، فیلسوفان و متکلمان اغلب آن را تمثیل ساعت‌ساز می‌نامند. پیلی با تکیه بر این تمثیل مکانیکی، نمونه‌هایی از نجوم سیاره‌ای ارائه می‌دهد و استدلال می‌کند که حرکات منظم منظومه شمسی شبیه به عملکرد یک ساعت غول‌پیکر است. او برای تقویت دیدگاه‌های خود، به آثار دوست قدیمی‌اش جان لا و جان برینکلی، ستاره‌شناس سلطنتی دوبلین، استناد می‌کند.
ریشهٔ این ایده را می‌توان در نویسندگان باستانی یافت که از ساعت‌های آفتابی و فلک‌های مدور بطلمیوسی برای نشان دادن نظم الهی جهان استفاده می‌کردند. این نوع مثال‌ها را می‌توان در آثار فیلسوف روم باستان، سیسرون مشاهده کرد. تمثیل ساعت در عصر روشنگری، چه توسط دئیست‌ها و چه توسط مسیحیان، به‌طور گسترده مورد استفاده قرار می‌گرفت؛ بنابراین، استفادهٔ پیلی از ساعت (و سایر اشیای مکانیکی مانند آن) ادامهٔ سنت طولانی و پُربار قیاس تشبیهی بود که پس از انتشار الهیات طبیعی در سال ۱۸۰۲، مورد استقبال خوانندگان آن قرار گرفت.